# Sant Pere de Menàrguens
Sant Pere de Menàrguens és una església historicista de Menàrguens (Noguera) inclosa a l'Inventari del Patrimoni Arquitectònic de Catalunya.

## Descripció
Església que ha sofert diverses remodelacions que afecten tant l'interior com l'exterior.

## Història
Cal pensar que es tractava d'una ermita fora del poble, ja que es troba fora del centre i dins l'àrea de creixement del poble.
Menàrguens és esmentat ja el 1050 i la seva Carta de població data del 1163. El seu castell és esmentat sovint durant els segles XII i XIV.
L'any 1415 Ferran I va vendre la vila i el castell al monestir de Poblet, amb totes les rendes i drets, per 13500 florins d'or.